# Мондоньєдо-Феррольська діоцезія
Мондоньє́до-Ферро́льська діоце́зія (лат. Dioecesis Mindoniensis-Ferrolensis; ісп. Diócesis de Mondoñedo-Ferrol) — діоцезія римського обряду Католицької церкви в Іспанії, з центрами у містах Мондоньєдо і Ферроль.  Входить до складу Компостельської церковної провінції. Суфраганна діоцезія Сантьяго-де-Компостельської архідіоцезії. Заснована 9 березня 1959 року. Голова — єпископ Мондоньєдоський і Феррольський. Центральні храми — Мондоньєдський і Феррольський собори.  Площа — 4,425 км². Населення — 292,200 ос.; з них католики — 291,100 ос. (99.6%). Чинний голова — Луїс Ангел де лас Ерас Берзаль, єпископ Мондоньєдоський і Феррольський. Інша назва — Мондоньєдоське єпископство (ісп. Bispado de Mondoñedo).

## Історія
Створена 572 року як Бретоньська діоцезія (ісп. Diócesis de Bretoña), що була знищена під час мусульманської навали. 866 року перезаснована за понтифікату римського папи Миколая I як Монденьєдська діоцезія святого Мартина (ісп. San Martiño de Mondoñedo) шляхом відокремлення від Лугоської архідіоцезії. 1114 року перейменова на Мондоньєдсько-Думійську діоцезію, а 1219 року — на Мондоньєську діоцезію. Сучасна назва від 9 березня 1959 року.

## Єпископи
Єпископи Думійські
- 925—950: святий Росендо
- 955—958: святий Росендо

Єпископи Мондоньєдські
- 1071—1108: Гонсало Фройлас де Траба
- 25 листопада 1945 — 4 червня 1949: Фернандо Кірога-Паласіос
- Луїс Ангел де лас Ерас Берзаль

## Статистика
Згідно з «Annuario Pontificio» і Catholic-Hierarchy.org:
| Рік  | Населення | Населення | Населення | Священики | Священики | Священики | Священики           | Диякони | Ченці    | Ченці | Парафії |
| Рік  | католики  | загалом   | %         | загалом   | секулярні | ченці     | вірних на священика | Диякони | чоловіки | жінки | Парафії |
| ---- | --------- | --------- | --------- | --------- | --------- | --------- | ------------------- | ------- | -------- | ----- | ------- |
| 1950 | 320.750   | 321.400   | 99,8      | 387       | 345       | 42        | 828                 |         | 66       | 174   | 401     |
| 1970 |           | 348.000   | 0,0       | 312       | 274       | 38        | 0                   |         | 53       | 540   | 420     |
| 1980 | 325.900   | 327.000   | 99,7      | 319       | 294       | 25        | 1.021               |         | 33       | 476   | 421     |
| 1990 | 340.000   | 342.000   | 99,4      | 244       | 217       | 27        | 1.393               |         | 35       | 406   | 424     |
| 1999 | 355.000   | 360.000   | 98,6      | 227       | 209       | 18        | 1.563               |         | 23       | 302   | 424     |
| 2000 | 357.000   | 362.000   | 98,6      | 222       | 205       | 17        | 1.608               |         | 22       | 287   | 424     |
| 2001 | 358.000   | 364.000   | 98,4      | 223       | 209       | 14        | 1.605               |         | 21       | 296   | 420     |
| 2002 | 360.000   | 366.000   | 98,4      | 225       | 214       | 11        | 1.600               |         | 19       | 225   | 424     |
| 2003 | 298.073   | 301.095   | 99,0      | 200       | 183       | 17        | 1.490               |         | 35       | 258   | 426     |
| 2004 | 286.097   | 288.998   | 99,0      | 204       | 181       | 23        | 1.402               |         | 29       | 303   | 426     |
| 2013 | 291.100   | 292.200   | 99,6      | 158       | 147       | 11        | 1.842               |         | 15       | 211   | 422     |